# Đại bàng núi
Đại bàng núi (Danh pháp khoa học: Nisaetus nipalensis nipalensis; pháp danh cũ: Spizaetus nipalense nipalense) trong tiếng Anh gọi là Mountain Hawk-eagle hay còn được biết đến với tên gọi tiếng Việt là Diều núi là một phân loài chỉ định của loài diều núi (Nisaetus nipalense) phân bố ở Đông Nam Á, Trung Quốc, Đài Loan, phân loài này có ở Việt Nam, chúng thuộc chi Spizaetus, thuộc loài chim săn mồi. Chúng là một trong ba phân loài của loài diều núi, bao gồm:
- Nisaetus nipalensis nipalensis: Đại bàng núi, là phân loài chỉ định, phân bố ở Thái Lan, Mã Lai và Việt Nam.
- Nisaetus nipalensis kelaarti: Là phân loài ở tiểu lục địa Ấn Độ bao gồm nam châu Á từ Ấn Độ, Nepal và Sri Lanka.
- Nisaetus nipalensis orientalis: Diều núi Nhật Bản, là phân loài lớn nhất, phân bố ở Nhật Bản[3]

Tại Việt Nam, chúng còn được gọi đơn giản là diều núi (vì Việt Nam chỉ có phân loài này) hay tên gọi đại bàng núi và nổi bật với một túm lông trên đầu như cái mào dựng đứng trông rất mạnh mẽ, oai vệ, uy nghi, người ta còn gọi chúng là đại bàng, ác điểu khổng lồ, và mặc dù chúng không phải là loài chim lớn nhất ở Việt Nam, nhưng chúng được coi là chúa tể bầu trời, là vua của các loài chim dù là phân loài diều núi nhỏ hơn, nhưng chúng cũng được coi là loài chim lớn nhất sải cánh trên bầu trời Việt.

## Phân bố
Loài đại bàng núi phân bố trên địa bàn khá rộng. Chúng có mặt ở nhiều nước Đông Nam Á. Ở mỗi vùng chúng là có một chút khác biệt. Đại bàng núi thường sống ở các vùng rừng núi, dãy núi có độ cao lên tới độ cao khoảng 2.500 mét so với mặt biển hoặc hơn. Thường khó quan sát chúng ở rừng rậm, tuy nhiên thỉnh thoảng có thể gặp ở chỗ trống trải. Ở các vùng miền núi Việt Nam, chúng xuất hiện tương đối ít, hiếm khi gặp, nhưng chúng thực sự là chúa tể bầu trời, là vua của các loài chim. Do Việt Nam, núi cao như thế tương đối ít, nên diều núi cũng chấp nhận môi trường sống thấp hơn. Chúng phân bố ở hầu hết các tỉnh thành miền núi phía Bắc, dọc dải miền Trung, và hết vùng Tây Nguyên, với phạm vi phân bố rộng ở Bắc bộ, Bắc và Nam Trung bộ, Nam bộ đến tận Bạc Liêu nơi người ta từng bắt gặp chúng. Tuy nhiên, rất khó để gặp đại bàng núi, bởi chúng sống ở vùng núi cao, heo hút, nơi không có con người sinh sống.

## Mô tả

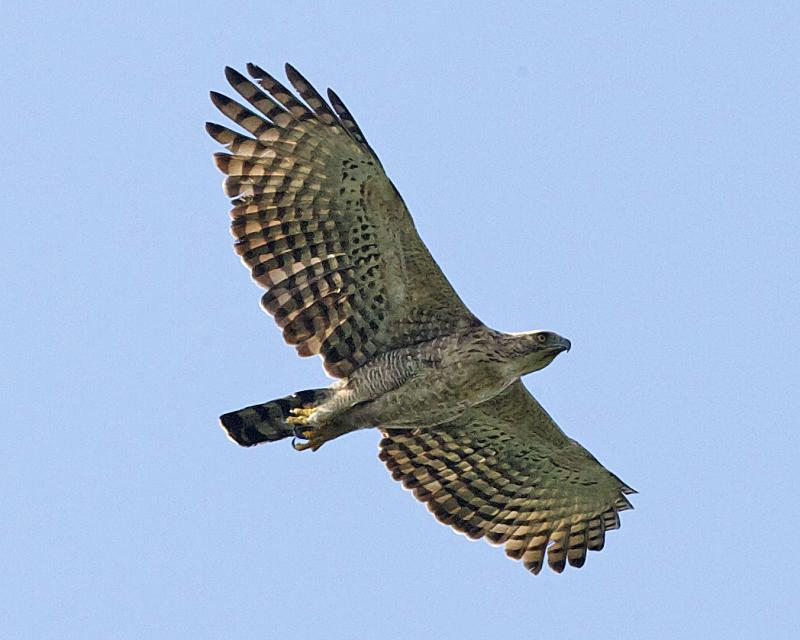
Một con đại bàng núi

Đại bàng núi có kích thước từ 72 – 80 cm (sải cánh 102 – 115 cm). Đây là loài diều có mào dựng nên trông rất khoẻ. Khi đậu có thể thấy hai lông dài ở sau gáy, khi bay thấy có đầu to dô ra và đuôi dài (tương tự Diều ăn ong). Nhìn từ phía lưng, hông có hình móng ngựa và đuôi có vằn ngang. Ở con đực trưởng thành lưng màu xám xanh, con đực trưởng thành lưng có màu xám xanh và chúng có màu dựng đứng lên trên đầu trông rất đẹp và rất khỏe. Nhìn gần thấy ở góc mép mỏ có màu vàng. Chim non có mặt bụng màu xám bạc không rõ, trừ lông cánh thứ cấp màu sẫm, và khác với giống Đại bàng má trắng bởi đầu lớn và nhạt màu hơn cùng với hông màu xám bạc. Chúng xuất hiện thường gây ra ồn ào.
Chúng tương đối giống các loại đại bàng, và chúng cũng thuộc họ ưng. Trong họ ưng, chúng có cơ thể, sải cánh, cân nặng ở mức trung bình. Tuy nhiên, với bộ móng cực sắc, cặp chân hùng dũng, chỏm lông trên đầu trông chúng rất oai vệ. Loài diều núi có độ dài thân từ 70 đến 100 cm với sải cánh dài đến 1,8m, những số liệu khác thì sải cánh rộng 102 – 115 cm. Một mô tả khác cho thấy Chúng có độ dài thân từ 70 đến 100 cm với sải cánh dài đến gần 2m. Con trưởng thành có màu nâu nhạt dưới bụng. Cánh rất rộng và chiếc đuôi cong. Ở mỗi địa bàn phân bố, chúng lại có một chút khác biệt. Ở Việt Nam, loài diều núi đặc trưng với một túm lông nhỏ ở trên đầu, trông rất oai vệ.
Một mô tả chi tiết về một cá thể chim bắt được khi sà xuống đậu cho thấy chúng có hình dáng lạ, con chim trông giống đại bàng và có hình dáng rất mạnh mẽ, con chim cân nặng gần 2 kg, cánh xòe dài gần 0,5m, các móng chân sắc nhọn, thoạt nhìn thì con chim lạ hình giống cú mèo nhưng đây là loại chim đại bàng núi thuộc loại quý hiếm vì có mào dựng trên chóp đầu trông rất lạ mắt, con chim có mào dựng trên chóp đầu trông rất lạ mắt và đỉnh đầu có cái mào dựng đứng rất uy nghi nhìn qua nó có mào dựng nên trông rất khoẻ

## Tập tính

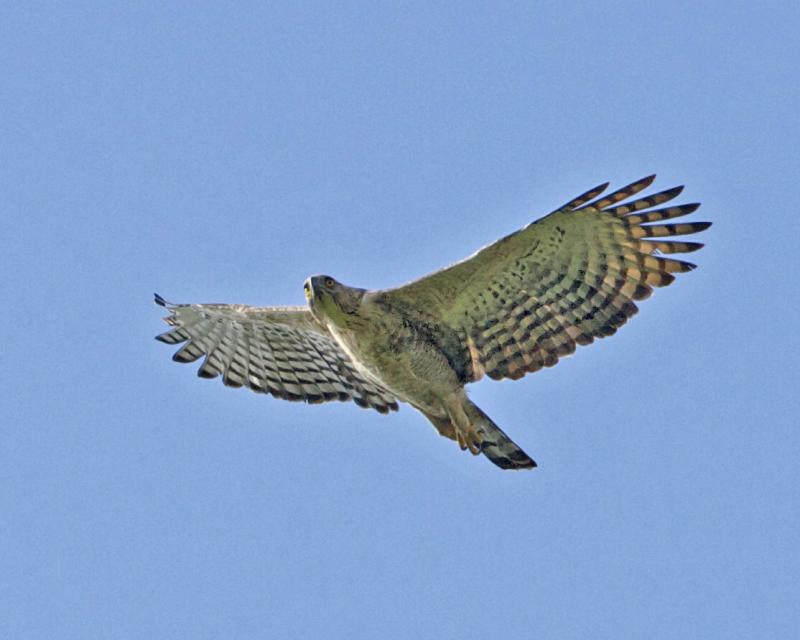
Đại bàng núi được coi là chúa tể bầu trời ở Việt Nam

Giống như hầu hết các loài chim, đại bàng núi làm tổ trên cây. Tổ của chúng thường được đặt ở vị trí cao trên đỉnh núi hiểm trở hay rừng rậm. Nó lựa chọn những vách núi, những khu rừng không có người qua lại, nơi thợ săn cũng không tìm đến được, để làm tổ và đẻ trứng. Loài diều núi cũng đẻ trứng, ấp con, nhưng điều khác biệt với các loài chim là nó chỉ đẻ một trứng trong một năm, và như vậy tỷ lệ sinh sản của chúng thấp.
Đại bàng núi ăn các loại động vật có vú nhỏ, nhiều loại chim, bò sát. Chúng có thể quắp cả con gà lên không trung, chộp cả con rắn độc bay lên trời xanh, thậm chí sẵn sàng quắp cả con rắn lớn mang lên bầu trời. Bộ móng sắc lẹm của nó có thể xé bất cứ con mồi nào, thậm chí dễ dàng xẻ thịt loài trâu vốn có bộ da rất dai và dày. Chúng rất háo ăn thịt sống và đặc biệt là rất thích ăn lòng heo. Chúng tha mồi về tổ rồi xé xác để nuôi con.

## Thực trạng
Mặc dù số lượng diều núi vẫn còn khá nhiều, chưa bị đe đọa trên toàn cầu, nhưng số lượng của chúng đang suy giảm nghiêm trọng. Chúng có vẻ đẹp thần thánh oai dũng của loài chim, nên bị giới chơi chim, giới nuôi thú săn lùng ráo riết. Người mê chim sẵn sàng bỏ ra số tiền 10 triệu đồng để mua một con đại bàng núi về chơi hay sẵn sàng bỏ ra cả ngàn USD để sở hữu một con đại bàng núi. Tuy nhiên, việc chúng sinh sản quá ít, chỉ đẻ 1 trứng/lần, cộng với việc săn lùng ráo riết, nên chúng ngày một hiếm ở môi trường tự nhiên. Sinh sản ít, lại bị săn lùng ráo riết, nên đại bàng núi ngày càng ít dần.
Ở Việt Nam, chúng đã nằm trong Sách đỏ, là loài cấm săn bắt và mua bán dưới mọi hình thức. Tuy nhiên cũng có ý kiến cho rằng loài chim này tương đối phổ biến ở các nơi trong Việt Nam, không phải loài quá hiếm, dù cũng thuộc diện cấm săn bắt buôn bán, Nếu người dân bắt được thì không nên nuôi mà nên thả về tự nhiên vì đây là loài chim ăn thịt, nuôi sẽ rất tốn kém. Hơn nữa nếu là cá thể diều núi đã trưởng thành, nuôi sẽ rất dễ chết.

## Chim cảnh
Chim săn mồi, trong đó có đại bàng vốn được coi biểu tượng của quyền lực. Thú chơi chim săn mồi đã xuất hiện trên thế giới khoảng 40 năm, tuy vậy nó mới du nhập vào Việt Nam trong những năm gần đây. Ở nước ngoài, diều núi đã trở thành vật nuôi làm cảnh nhiều năm nay. Hiện người Việt cũng bắt đầu chơi đại bàng núi Việt Nam. Đối với loài chim bay lượn nhiều, việc bổ sung calci để tạo khung xương và đôi cánh vững chắc là quan trọng. Thức ăn của những loại chim săn này thường là thịt, đặc biệt là những loại thịt có xương như chim cút, bồ câu, chim sẻ, thỏ, chuột đồng, tuy nhiên lại hạn chế các loại thịt nhiều mỡ, đạm như thịt heo, không được cho đại bàng ăn đồ lạnh hay đồ ôi thiu vì chim sẽ bị tiêu chảy.
Mối lo lớn nhất của dân chơi đại bàng là căn bệnh lở miệng bởi khi vết lở ăn sâu vào trong xương, chim sẽ chết vì đói. Trong khi đó, ở Việt Nam gần như không có bác sĩ thú y chuyên trị bệnh cho chim. Theo kinh nghiệm để ngăn tình trạng đại bàng lở miệng thì khi đại bàng ăn xong, phải nhanh chóng dùng bình xịt rửa sạch miệng và chân cho chúng. Đại bàng nuôi hiện nay đều được nuôi từ bé nên chúng không có khả năng săn mồi, vì vậy, người nuôi phải huấn luyện để khơi dậy khả năng của loài hoang dã này. Cần luyện tập hàng ngày. Khi nuôi đại bàng, người nuôi phải có thêm một số dụng cụ hỗ trợ như bao da để huấn luyện hay hệ thống dây, nơi trú ngụ cho chim. Nếu muốn thả chim bay tự do vào bầu trời, người nuôi, sau khi huấn luyện thuần thục để chim có thể quay về, còn phải dùng hệ thống con chip phát tín hiệu để hỗ trợ.
Ở Bạc Liêu người ta đã từng bắt được chim lạ, nghi là đại bàng núi ở Bạc Liêu, Trong hai ngày người dân Bạc Liêu xôn xao trước thông tin người dân bắt được "đại bàng". Một bảo vệ phát hiện một con chim lạ từ trên cao sà đậu phía sau hoa viên của trường, người ta tìm cách áp sát lại gần và lấy thùng nhựa rình chụp được con chim lạ này. Một số người ra giá mua với giá 2 triệu đồng, Có người trả 10 triệu đồng mua con chim này nhưng không bán. Một số người chơi chim lại ngã giá mua lại con chim này 10 triệu đồng nhưng người bắt từ chối không bán mà để làm chim cảnh nuôi chơi nhưng sau đó người bắt được đã bán cho chủ đại lý vé số với giá 12 triệu đồng để nuôi làm chim cảnh.